# Thượng tướng Công binh
Thượng tướng Công binh (tiếng Đức: General der Pioniere) là một cấp bậc tướng lĩnh trong quân đội Đức Quốc xã.
Cấp bậc này lần đầu tiên được Wehrmacht giới thiệu vào năm 1938. Đây là cấp bậc cao nhất trong binh chủng công binh (Ingenieur-Korps) trong quân đội Đức Quốc xã.
Cấp bậc Thượng tướng Công binh được xếp vào nhóm cấp bậc Thượng tướng binh chủng (General der Truppengattung), trên cấp bậc Trung tướng (Generalleutnant) và dưới cấp Đại tướng (Generaloberst).
Sau sự sụp đổ của Đức Quốc xã, cấp bậc này bị bãi bỏ.
Không nên nhầm lẫn cấp bậc này với chức vụ Chỉ huy trưởng Công binh (tiếng Đức: General der Pioniertruppe) trong quân đội Liên bang Đức (Bundeswehr) sau này, thông thường do một Đại tá đảm nhiệm, đôi khi là một Chuẩn tướng.
Trong Quân đội Liên Xô cũng có một cấp bậc gần tương đương là Nguyên soái Công binh (маршал инженерных войск), được xem là tương đương cấp bậc Đại tướng (генерал армии). Ngoài ra còn có cấp bậc Nguyên soái Tư lệnh Công binh (гавный маршал инженерных войск) xếp trên cấp bậc Nguyên soái Công binh.

## Danh sách Thượng tướng Công binh Đức Quốc xã
|   | Tên                  | Năm sinh | Năm mất |
| - | -------------------- | -------- | ------- |
| 1 | Otto-Wilhelm Förster | 1885     | 1966    |
| 2 | Erwin Jaenecke       | 1890     | 1960    |
| 3 | Alfred Jacob         | 1883     | 1963    |
| 4 | Walter Kuntze        | 1883     | 1960    |
| 5 | Karl Sachs           | 1886     | 1952/53 |
| 6 | Otto Tiemann         | 1890     | 1952    |